# 1874 en mathématiques
| Années des mathématiques : 1871 - 1872 - 1873 - 1874 - 1875 - 1876 - 1877    |
| Décennies des mathématiques : 1840 - 1850 - 1860 - 1870 - 1880 - 1890 - 1900 |

Cet article présente les faits marquants de l'année 1874 en mathématiques.

## Évènements
- Le mathématicien allemand Georg Cantor publie dans le Journal de Crelle un article intitulé Über eine Eigenschaft des Inbegriffes aller reellen algebraischen Zahlen (« Sur une propriété du système de tous les nombres algébriques réels » ) considéré comme à l'origine de la théorie des ensembles[1].

## Naissances
- 18 janvier : Hans Reissner (mort en 1967), mathématicien, ingénieur et physicien allemand.
- 21 janvier : René Baire (mort en 1932), mathématicien français.
- 22 janvier : Leonard Eugene Dickson (mort en 1954), mathématicien américain.
- 20 mai : Friedrich Moritz Hartogs (mort en 1943), mathématicien allemand.
- 16 août : Gerhard Hessenberg (mort en 1925), mathématicien allemand.
- 3 septembre : Carl Störmer (mort en 1957), mathématicien et physicien norvégien.

## Décès
- 17 février : Adolphe Quetelet (né en 1796), mathématicien, astronome, naturaliste et statisticien belge.
- 8 mai : Jean-Baptiste Charles Bélanger (né en 1790), mathématicien français.
- 4 août : Ludwig Otto Hesse (né en 1811), mathématicien allemand.
- 16 septembre : Gaetano Giorgini (né en 1795), mathématicien, ingénieur et homme politique italien.
- 8 novembre : Alexandre Paul Emile Guiraudet (né en 1826), mathématicien français.